# 儀封戰鬥
儀封戰鬥發生於1938年5月16日-27日，地點則是在中國河南蘭封（今开封市兰考县）一帶。是抗日戰爭主要戰鬥之一，交戰一方為守軍之國民革命軍，另一方則為日軍。